# Szerepcsere (film, 1983)
A Szerepcsere (eredeti cím: Trading Places) 1983-ban bemutatott amerikai filmvígjáték, melyet John Landis rendezett. A főbb szerepekben Eddie Murphy és Dan Aykroyd látható.
Magyarországon 1987. április 16-án mutatták be a mozikban, feliratos változatban. 1992-ben magyar szinkronos VHS-változatban, majd 2004 körül feliratos DVD-lemezen is megjelent.

## Cselekmény
Billy Ray Valentine (Eddie Murphy) kisstílű szélhámos és hajléktalan a Philadelphia-i gettóból, III. Louis Winthorpe pedig a Duke Testvérek (Duke & Duke) cég fiatal, tehetős, de kissé öntelt és nagyképű befektetési tanácsadója.
A Duke testvérek egyszerű úri passzióból fogadást kötnek, hogy a székház előtt kolduló Valentine lehet-e olyan sikeres üzletember, mint Winthorpe, ha megfelelő környezetbe kerül, illetve Winthorpe elveszítheti-e mindenét és bűnözővé válhat-e fordított esetben. A tét egy dollár. A terv szerint a kísérlet befejeztével Winthorpe visszakerül a céghez, Valentine meg az utcára.
A két Duke „lopott“ pénzt és drogot csempésztet Winthorpe zsebébe, amitől pillanatok alatt összeomlik addigi élete. Állásából kirúgják, barátai faképnél hagyják, bankszámláját befagyasztják, majd rövidesen a börtönben találja magát, ahonnan kiszabadulva egy prostituált ugrik a nyakába menyasszonya szeme láttára, aki azonnal szakít vele. A jómódú és sikeres Windthorpe pillanatok alatt magányos és nincstelen lesz, majd az utcán találja magát. Az egyedüli személy, aki hisz neki, az ellene felbérelt prostituált, aki befogadja és segíti majdani elszámolás mellett.
A Duke fivérek ugyanezt fordítva is eljátsszák. Valentine megkapja Winthorpe házát, kocsiját, lakáját, komoly állást a brókercégnél. Kiderül, az utcáról felszedett Valentine ösztönösen jó tőzsdéző, első napon vagyont nyer a fivérek számára, így ő lesz a cégnél az új befektetési tanácsadó.
Winthorpe bosszút forral, előbb le akarja lőni Valentine-t, majd mikulás jelmezben hatalmas botrányt rendez a bank karácsonyi fogadásán, ezzel be is bizonyítja, hogy lesüllyedt az alvilág szintjére. Valentine véletlenül kihallgatja, hogy kettejük cseréje mindössze egy egy dolláros fogadás volt, és noha Winthorpe a botrányos eset után már nem fogadható vissza, őt mivel fekete, hasonló módszerrel hamarosan visszaküldik az utcára.
Valentine felkeresi a másik férfit, elmeséli neki a fogadás történetét. Winthorpe egy ügyes bosszút forral. A Duke fivérek egy beépített emberükön keresztül, illegális módszerrel akarnak szigorúan bizalmas információt szerezni a várható narancstermésről, amivel pillanatok alatt hatalmas összeget nyerhetnek a tőzsdén. Noha a bizalmas jelentés szerint a termés a várakozással ellentében bőséges, a vonaton utazó ügynököt semlegesítve és táskáját megszerezve már súlyosan károsodott termésről szóló a jelentést kapnak a fivérek.
A Duke fivérek a várható hiányra számítva lázas felvásárlásba kezdenek, mire a többi bróker követni kezdi őket, az ár magasra szökik. Mivel csak tőzsdezáráskor kell elszámolni,  Winthorpe-ék sokmillió dolláros tételben adják el a birtokukban nem lévő narancsot. Mikor az agrárügyi miniszter a tévében bejelenti a bőséges termést, az árak azonnal zuhanni kezdenek, majd az árfolyam összeomlik. A Duke fivérek kétségbeesve próbálnak szabadulni az egy órája drágán vett árutól, amit Winthorpe töredék áron visszavásárol. A zárásra a Duke fivérek nincstelenek, Winthorpe és Valentine meg dúsgazdag lesz.
Mikor a fivérek számonkérik, hogy hogy tehették ezt velük annyi jó után, csak annyit mondanak: fogadtunk egy dollárban, hogy mi gazdagok, maguk meg szegények lesznek.

## Szereplők
| Szerep                                                                | Színész          | Magyar hang      | Magyar hang    |
| Szerep                                                                | Színész          | 1. szinkron      | 2. szinkron    |
| --------------------------------------------------------------------- | ---------------- | ---------------- | -------------- |
| III. Louis Winthorpe – A Duke & Duke gazdag igazgatója                | Dan Aykroyd      | Csankó Zoltán    | Kerekes József |
| Billy Ray Valentine – városi hajléktalan                              | Eddie Murphy     | Jakab Csaba      | Dörner György  |
| Randolph Duke – a Duke & Duke mohó társtulajdonosa, Mortimer testvére | Ralph Bellamy    | Velenczey István | Kristóf Tibor  |
| Mortimer Duke – Randolph ugyanolyan kapzsi testvére                   | Don Ameche       | Elekes Pál       | Makay Sándor   |
| Coleman – Winthorpe komornyikja                                       | Denholm Elliott  | Tolnai Miklós    | Csuja Imre     |
| Ophelia – prostituált, aki segít Winthorpe-nek                        | Jamie Lee Curtis | Kiss Erika       | Kökényessy Ági |
| Penelope Witherspoon – Duke unokahúga és Winthorpe menyasszonya       | Kristin Holby    | Orosz Helga      | Haffner Anikó  |
| Clarence Beeks – biztonsági szakértő                                  | Paul Gleason     | Szersén Gyula    | Kőszegi Ákos   |

## Érdekességek
A Duke testvérek feltűnnek az Amerikába jöttem című filmben is, mint két hajléktalan. 
A film elején egy pillanatra mutatják Rocky szobrát.